# Csősz
Csősz ist eine ungarische Gemeinde im Kreis Székesfehérvár im Komitat Fejér.

## Geografische Lage
Csősz liegt 17 Kilometer südlich des Komitatssitzes und der Kreisstadt Székesfehérvár.
Nachbargemeinden sind Tác, Aba, Soponya und Polgárdi.

## Geschichte
Csősz wurde 1192 erstmals urkundlich erwähnt. Im Jahr 1913 gab es in der damaligen Großgemeinde 228 Häuser und 1121 Einwohner auf einer Fläche von 1828 Katastraljochen. Sie gehörte zu dieser Zeit zum Bezirk Székesfehérvár im Komitat Fejér.

## Sehenswürdigkeiten
- Reformierte Kirche, erbaut 1788
- Römisch-katholische Kapelle Szűz Mária neve, erbaut 1858
- Weltkriegsdenkmal zum Gedenken der Opfer des Ersten Weltkriegs

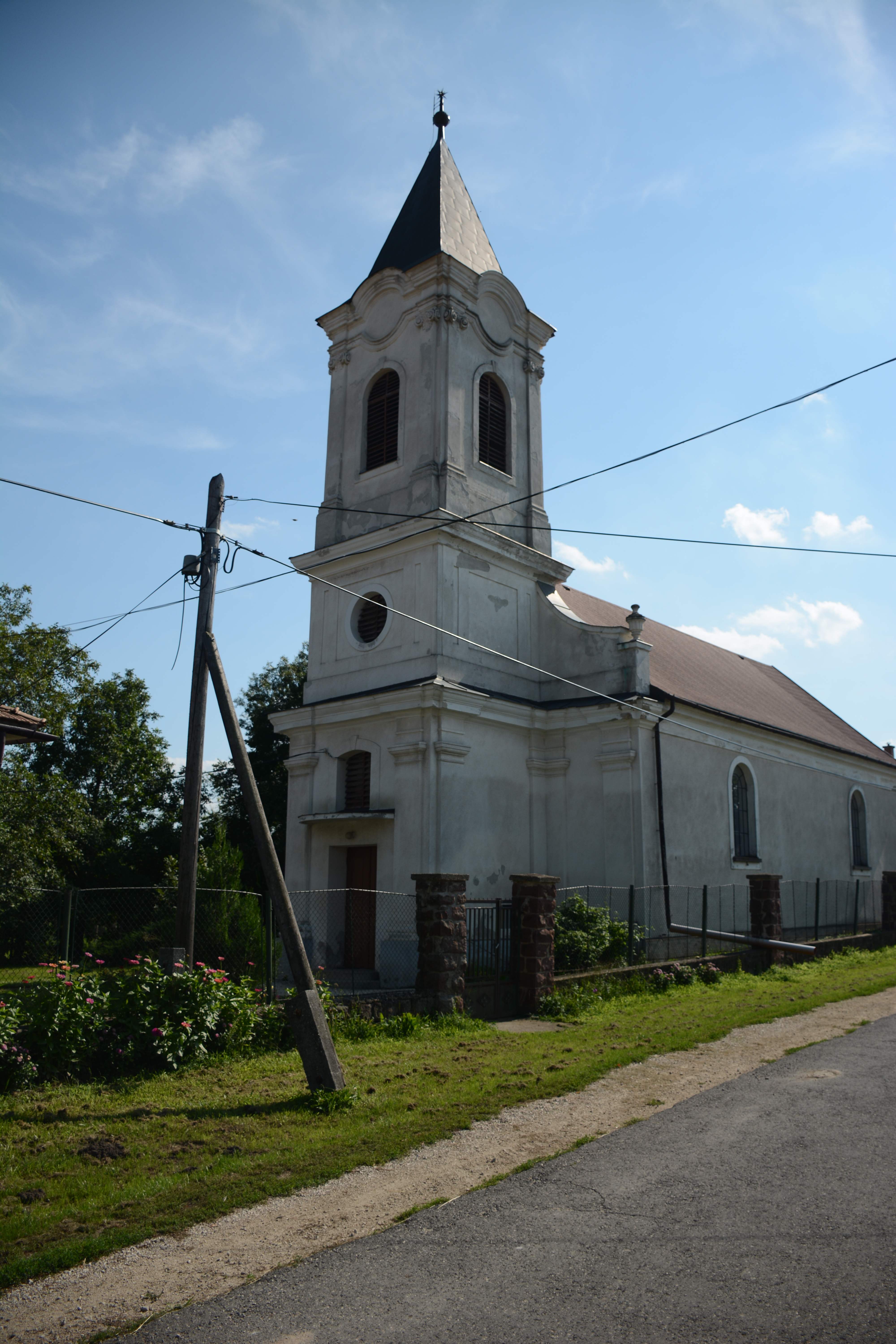
Reformierte Kirche